# Jacob Perkins
Jacob Perkins (ur. 9 lipca 1766 w Newburyport, Massachusetts, zm. 30 lipca 1849 w Londynie) – amerykański fizyk, wynalazca i inżynier.
Uważany jest za jednego z prekursorów chłodnictwa. W 1834 opatentował pomysł urządzenia chłodniczego, które wykorzystując zjawisko odparowania umożliwiało chłodzenie lub zamrażanie. Czynnikiem chłodniczym miał być eter etylowy.